# Еберсвалде
Еберсвалде (њем. Eberswalde) град је у њемачкој савезној држави Бранденбург. Једно је од 24 општинска средишта округа Барним. Према процјени из 2010. у граду је живјело 41.331 становника. Посједује регионалну шифру (AGS) 12060052.

## Географски и демографски подаци
Еберсвалде се налази у савезној држави Бранденбург у округу Барним. Град се налази на надморској висини од 25 метара. Површина општине износи 93,5 km². У самом граду је, према процјени из 2010. године, живјело 41.331 становника. Просјечна густина становништва износи 442 становника/km².

## Међународна сарадња
| Мјесто             | Држава | Врста сарадње | Од    |
| ------------------ | ------ | ------------- | ----- |
| Гожов Вјелкополски | Пољска | партнерство   | 2004. |
| Херлев             | Данска | партнерство   | 1994. |
| Извор              |        |               |       |